# قطعنامه ۱۱۱۵ شورای امنیت
قطعنامه  ۱۱۱۵ شورای امنیت سازمان ملل متحد که در تاریخ ۲۱ ژوئن ۱۹۹۷ تصویب شد، سندی بین‌المللی دربارهٔ بررسی وضعیت میان عراق و کویت است. این قطعنامه طی نشست ۳۷۹۲ام با ۱۵ رای موافق، ۰ مخالف و ۰ ممتنع تصویب شد.